# Mylabris pentheri
Mylabris pentheri is een keversoort uit de familie van oliekevers (Meloidae). De wetenschappelijke naam van de soort is voor het eerst geldig gepubliceerd in 1905 door Ganglbauer.